# Lasiocnemus obscuripennis
Lasiocnemus obscuripennis là một loài ruồi trong họ Asilidae. Lasiocnemus obscuripennis được Loew miêu tả năm 1851. Loài này phân bố ở vùng nhiệt đới châu Phi.